# Фибронектин
Фибронектин (англ. Fibronectin) — гликопротеин внеклеточного матрикса, который связывается с мембранными рецепторными белками, называемыми интегринами. Фибронектин также связывается с другими белками внеклеточного матрикса, такими как коллаген, фибрин, гепарансульфат-протеогликаны (например, синдеканы).
У позвоночных животных присутствуют два типа фибронектина:
- растворимый фибронектин плазмы (ранее называемый "холоднорастворимым глобулином", или CIg) является белковым компонентом плазмы крови (300 мкг/мл) и вырабатывается в печени гепатоцитами.
- нерастворимый клеточный фибронектин является основным компонентом внеклеточного матрикса. Он секретируется различными клетками, в первую очередь фибробластами, как растворимый белковый димер, а затем собирается в нерастворимую матрицу в сложном клеточно-опосредованном процессе.

Фибронектин играет важную роль в клеточной адгезии, росте, миграции, дифференцировке, а также важен для таких процессов , как заживление ран и эмбриональное развитие. Измененная экспрессия, деградация и организация фибронектина были связаны с рядом патологий, включая рак, артрит и фиброз.

## Структура
Фибронектин представлен в виде гомодимера, состоящего из 2 полипептидных субъединиц с молекулярной массой по 230–250 КДа, связанных друг с другом дисульфидными связями на С-концевой части молекулы. Каждая из субъединиц содержит три типа доменов, расположенных по длинесубъединицы: домены I, II и III типов.
Все три модуля состоят из двух антипараллельных β-листов, образующих бета-сэндвич; однако, тип I и тип II стабилизированы внутримолекулярными дисульфидными связями, в то время как модули типа III не содержат дисульфидных связей. Отсутствие дисульфидных связей в модулях III типа позволяет им частично разворачиваться под действием приложенной силы.
Фибронектин синтезируется практически всеми видами клеток, за исключением некоторых видов нервных клеток. Фибронектин в виде растворимой формы синтезируется преимущественно в печени и клетках ретикуло-эндотелиальной системы. Фибронектин связывается с агрегирующимися проколлагеновыми фибриллами и меняет кинетику образования фибрилл в перицеллюлярном матриксе.